# RE-MAIN
《RE-MAIN》(리-메인)은 「주술회전」 등을 제작한 MAPPA가 원작과 제작을 담당하며, 총감독 · 시리즈 구성 · 각본 · 음향 감독을 「TIGER & BUNNY」 등을 담당한 니시다 마사후미 외 반다이 남코 아츠가 원작을 담당한 일본의 애니메이션이다. 2021년 7월 4일부터 10월 3일까지 방영되었다.
야마나시 고등학교의 약소 수구부를 무대로 한 수구의 스토리가 그려진다.

## 같은 소재를 다룬 만화
- 잇시키 미호 원작/미츠구치 나오키 그림, 《워터폴로》